# كلير كيلي
كلير كيلي (بالإنجليزية: Claire Kelly)‏ هي ممثلة أمريكية، ولدت في 15 مارس 1934 في سان فرانسيسكو في الولايات المتحدة، وتوفيت في 1 يوليو 1998 في بالم سبرينغس في الولايات المتحدة.

## وصلات خارجية
- كلير كيلي على موقع IMDb (الإنجليزية)
- كلير كيلي على موقع أول موفي (الإنجليزية)
- كلير كيلي على موقع قاعدة بيانات الأفلام السويدية (السويدية)
- كلير كيلي على موقع قاعدة بيانات الفيلم (الإنجليزية)
- كلير كيلي على موقع كينوبويسك (الروسية)